# Scharyq
Scharyq (kasachisch Жарык) ist eine Siedlung im Gebiet Ulytau in Kasachstan.
Der Ort mit 908 Einwohnern befindet sich am Fluss Sarysu 140 km südlich von Qaraghandy im Audan Schet.
Die Postleitzahl ist 101705.

## Wirtschaft
In Scharyq wird Eisenerz gefördert.